# Прітвісена II
Прітвісена II (д/н — 495/500) — магараджа Праварапури в 475/480—495/500 роках.

## Життєпис
Походив з династії Вакатака. Син Нарендрасени і Аджнакабхаттаріки, донькою правителя Кунтали (часто ототожнюють з донькою кадамбського дхармамагараджахіраджи Какустхавармана). Ймовірно народився за панування діда Праварасени II, коли його батько був ювараджею (спадкоємцем). Припускають, що під час боротьби за владу Нарендрасени з родичами, а потім при відбитті вторгнення Бгавадатти Нала, магараджи Пушкарі, Прітвісена (у віці 20 років) брав участь у битвах.
Спадкував трон 475/480 року. В його написах йдеться про те, що він двічі рятував «затонулу долю своєї родини»., втім ґрунтовних пояснень цьому немає. За однією версією це війни з династіями Нала й Трайкутака відповідно на сході і заході; за іншою — вторгнення військ Нала і Ґарісени, дхармамагараджи Вацагулми.
Висувається версія, що протягом свого панування намагався зберегти родинні володіння, що йому загалом вдалося. В релігійній політиці став прихильником вайшнавізму.
Помер за різними версіями 495, 500 або 505 року. Його володіння по річці Нармада розділили родичі Мадаварман II Вішнукундіна і Ґарісена.